# ای-۱۲ شرایک
ای-۱۲ شرایک (به انگلیسی: Curtiss_A-12_Shrike) یک هواگرد ملخ‌پیشین تک‌موتوره از نوع هواگرد تهاجمی ساخت شرکت Curtiss است. این هواگرد در سال ۱۹۳۳ میلادی رسماً معرفی گردید. در مجموع، تعداد ۴۶ فروند از این هواگرد ساخته شده‌است.